# Мір'ям Бен-Перец
Мір'ям Бен-Перец (івр. מרים בן-פרץ, 1 квітня 1927, Бреслау, Веймарська республіка — 15 липня 2020) — ізраїльська освітянка. Професор педагогіки Хайфського університету, президент академічного коледжу Тель-Хай. Лауреат Премії Ізраїлю у галузі освіти (2006), Премії ЕМЕТ (2015).